# Franz Josef Büeler
Franz Josef Büeler (* 1751; † 1816) war Kommissär des Kantons St. Gallen in der Funktion eines Bibliothekars für das Kloster St. Gallen. 

## Leben und Wirken
Büeler entstammte einem Rapperswiler Bürgergeschlecht, das grossen Einfluss auf die Stadtrepublik hatte. Das Geschlecht Büeler brachte immer wieder hohe Standesvertreter hervor.
Büeler war Befürworter der Helvetischen Republik und gestaltete stark an der Genese des Kantons St. Gallen mit. Er war zudem eng mit Karl Müller-Friedberg befreundet. 1802 wirkte er als Kantonsstatthalter, von 1804 bis 1805 als Kommissär im Stift St. Gallen. 1815 wurde er Regierungsrat.